# Giorgio Morandi
Pour les articles homonymes, voir Morandi.
Giorgio Morandi (né le 20 juillet 1890 à Bologne et mort le 18 juin 1964 dans cette même ville) est un peintre et graveur italien.

## Biographie
Il est le premier des cinq enfants qu'auront ses parents, Andrea Morandi et Maria Maccaferri. Dès l'enfance il manifeste une grande passion pour la peinture, et malgré les réticences de son père, il s'inscrit à l'académie des beaux-arts de Bologne en 1907. Il en sort en 1913. Il dira plus tard n'y avoir pas appris grand-chose de ce qui lui servait dans son art.
L'exemple d'autres peintres joue un grand rôle dans sa formation : à la  IXe biennale de Venise où il se rend en 1911 il découvre Renoir.
Il visite également Florence la même année, où il admire particulièrement les œuvres de Giotto, Masaccio et Ucello dans les églises et à la Galerie des Offices.
Il voit aussi des toiles de Monet et Cézanne à l'exposition internationale de Rome de 1911. Il connaissait déjà Cézanne, qui aura sur lui une grande influence, par les reproductions en noir et blanc du livre de Vittorio Pica, « Gl'Impressionisti Francesi », publié en 1908 à Bergame.
En 1913 et 1914, Morandi s'intéresse au futurisme : il rencontre Balilla Pratella puis Marinetti, Boccioni et Russolo, et assiste à des soirées futuristes à Modène au printemps 1913 et à Bologne en janvier 1914. Il expose pour la première fois en 1914 à l'hôtel Baglioni de Bologne en compagnie de Osvaldo Licini, Mario Bacchelli, Giacomo Vespignani et Severo Pozzati. Il expose également à la première « exposition libre futuriste » à Rome en avril 1914. Il est invité à la seconde « Sécession Romaine », où il présente le « Paysage de neige » de 1913, alors que le groupe futuriste en est exclu. Il a l'occasion d'y voir un mur entier de toiles de Matisse et un autre d'aquarelles de Cézanne.
Son service militaire, commencé en 1915, se termine au bout d'un mois en raison d'une grave maladie, à la suite de laquelle il est réformé.
Les années de maturité de Morandi sont peu fertiles en évènements : le peintre mène à Bologne une vie calme et ordonnée, en compagnie de ses trois sœurs, célibataires comme lui, dans l'appartement de la via Fondazza hérité de leurs parents. À partir de 1915 et jusqu'en 1929 Morandi enseigne le dessin dans les écoles élémentaires de Bologne. En 1930 il devient titulaire de la chaire de gravure à l'Académie des beaux-arts de Bologne.
En 1919 Morandi fait la connaissance de Carlo Carrà et de Giorgio De Chirico, grâce au critique Giuseppe Raimondi. Il signe avec Mario Broglio, fondateur de Valori plastici un contrat pour la vente de ses œuvres. Morandi, qui se lie d'amitié avec Carrà, rejoint alors brièvement l'« école métaphysique » : il participe notamment à des expositions collectives en Allemagne en 1921 et au « Printemps de Florence » en 1922.
Par la suite il participe à des expositions du Novecento à Milan. Il exposera aussi dans différentes villes italiennes, en Grèce, en Autriche, aux États-Unis, en France, en Allemagne, en Suisse.
Le 23 mai 1943, il est arrêté par la police politique en raison de ses relations avec des résistants membres du Parti d'action, dont Carlo Ludovico Ragghianti. Il passe une semaine en prison, se réfugie à Grizzana et rentre à Bologne en septembre 1944. Le jour même de la libération de Bologne, le 21 avril 1945, Roberto Longhi inaugure une exposition personnelle de 21 tableaux de Morandi.
En 1948, il reçoit le premier prix de peinture de la Biennale de Venise ; en 1953 le Grand Prix de gravure de la IIe Biennale de São Paulo, et en 1956 le Grand Prix de peinture de la IVe Biennale.
Dans les années 1950-1960 il devient un des maîtres du peintre italo-américain Giuseppe Napoli à qui il dédicace une de ses Natura Morta.
Giorgio Morandi meurt le 18 juin 1964 après une maladie de près d'un an.

## Œuvre

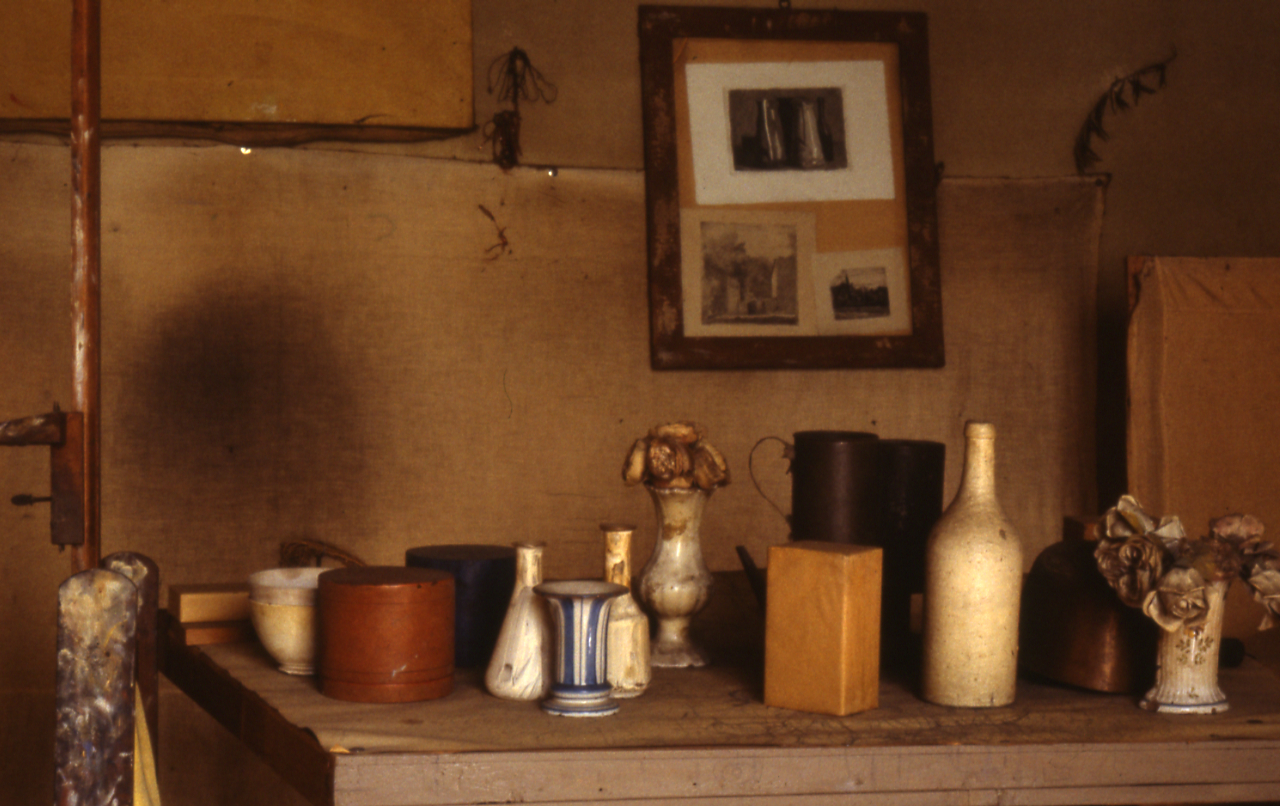
L'atelier de Morandi, photographie de Paolo Monti.

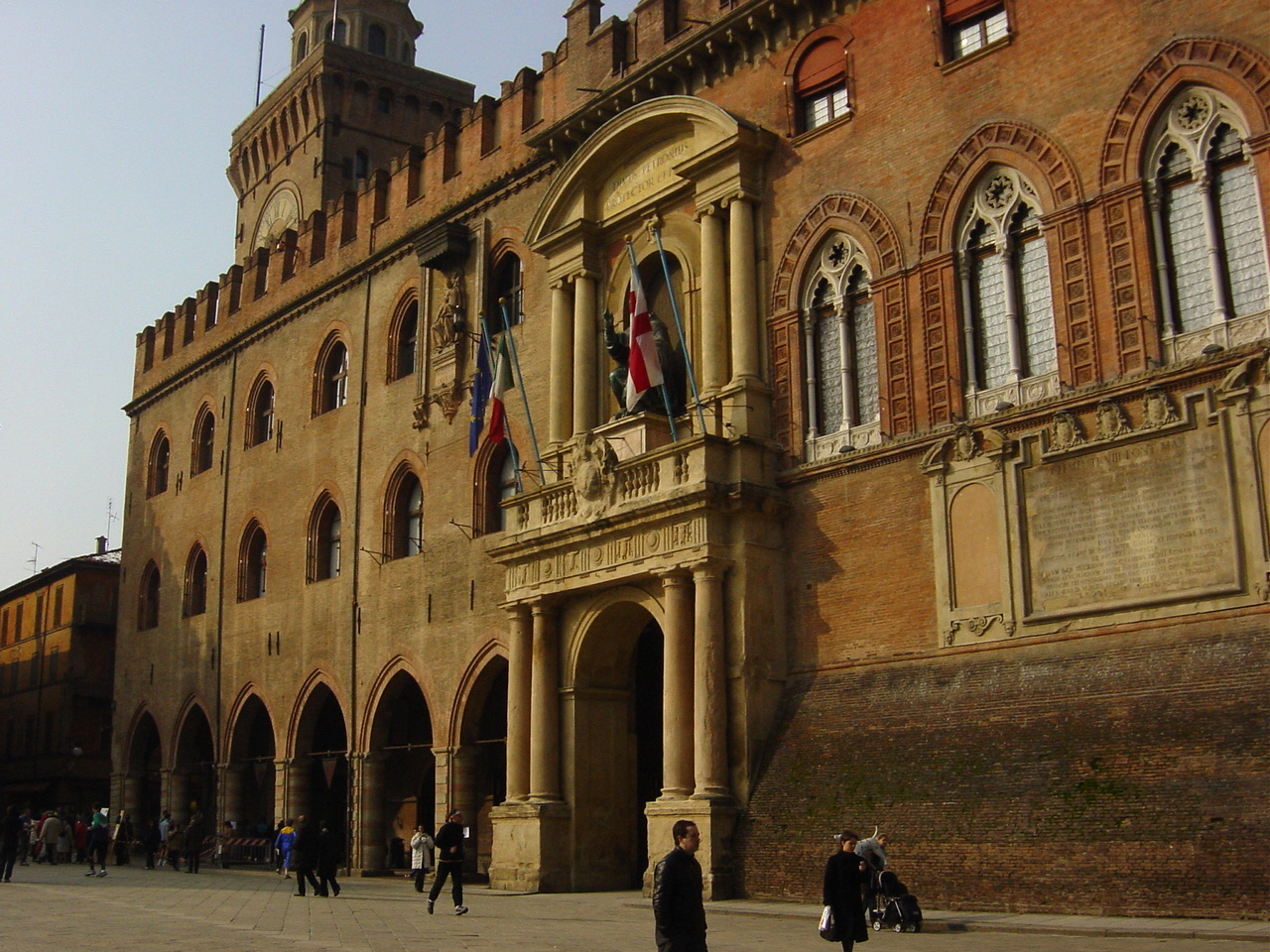
Le Palais d'Accursio à Bologne abritant le musée Morandi.

Giorgio Morandi ne peut être clairement identifié à une école de peinture spécifique. L’œuvre de Cézanne représente son influence majeure : il lui emprunte la monumentalité des formes et les zones denses de couleur. L’artiste développe une approche intime de l’art. Guidé par une sensibilité formelle d’un grand raffinement, il donne à ses paysages et à ses natures mortes une subtile délicatesse de ton et de dessin, suscitant chez le spectateur un mode contemplatif.
Les natures mortes sont la partie la plus importante de l'œuvre de Giorgio Morandi : sur les mille quatre cents tableaux environ qu'il a peint, les deux tiers représentent des natures mortes et le dernier tiers des paysages. Les objets ont une place considérable dans son œuvre, dont il a su traduire le mystère et la poésie comme aucun autre peintre du XXe siècle.
Il représente des objets simples et usuels qu'il collectionne et met en scène dans des compositions de petit format avec une grande économie de moyens.
Ses natures mortes, dont le dispositif varie peu, représentent des objets ordonnés avec soin sur une table dans l'atelier, pour être observés et peints, se détachants sur un fond neutre et reposant sur une table rectangulaire ou oblongue. Ces objets sont facilement identifiables de toile en toile ; ce sont des bouteilles ou pots récupérés dans les brocantes ou donnés en cadeau par des amis ou trouvés dans la rue, et « peints de couleurs différentes pour  la construction tonale de l'ensemble ». Ses objets sont rendues  « neutres par la couleur ou par le plâtre blanc avec lequel ils ont été préparés et privé de transparence et de valeurs mimétiques. »
Le positionnement des objets dans le cadre est fait avec un soin particulier porté sur la géométrisation de l'espace ou se lit : carrés, diagonales remarquables. Un lent travail de maturation est alors mis en œuvre par le dessin et la peinture par reprises successives, superpositions de couleurs faites d'une pâte ample avec des dégradés de gris d'une extrême sensibilité, qu'amplifie une sorte de délectation morose. La gamme chromatique se réduit souvent à des tons sourds de gris, de brun, d'ocre jaune et de blanc. Une couleur plus vive, un bleu ou un rose orangé, vient parfois rompre ces camaïeux subtils.
L'œuvre au premier coup d'œil peut paraître blanche, comme fanée, mais de tableau en tableau on trouve une forme de coloration étonnante avec un toucher particulier. Morandi a la réputation d'avoir broyé lui-même ses couleurs.

## Quelques tableaux
- Natura morta (1958), collection Jesi, Milan[8]
- Autoritratto giovanile (1939), collection Jesi, Milan.
- Cortile (1931), collection privée.
- Natura morta con la brocca rosa (1921), collection privée, Milan.
- Natura morta (1916), MoMA, New York.
- Paysage (1911), Pinacothèque de Brera, Milan.
- Nature morte (1939), Musée de Grenoble[9].

## Expositions
- 1972 : Avigdor Arikha, Balthus, François Heaulmé, Giorgio Morandi, Serge Poliakoff, Mark Tobey..., Galerie Hervé Odermatt, Paris, 1972.
- 16 septembre - 14 décembre 2008 : Giorgio Morandi, 1890 - 1964, Metropolitan Museum of Art, New York, NY.
- 5 juin - 26 septembre 2010 : Morandi, l'abstraction du réel, Hôtel des Arts, Toulon.
- 7 juin - 22 septembre 2013 : Palais des Beaux-Arts (Bruxelles, Belgique) - avec artiste invité Luc Tuymans
- 19 mai - 4 juillet 2021 : Giorgio Morandi. La collection Magnani-Rocca[10], Musée de Grenoble.

Natura morta (1944, musée national d'art moderne) est exposée dans le cadre de l'exposition Les Choses. Une histoire de la nature morte au musée du Louvre du 12 octobre 2022 au 23 janvier 2023, parmi les œuvres de l'espace nommé « Dans leur solitude ».

## Hommage
En 2012, dans le but de promouvoir le merchandising culturel de plusieurs musées italiens avec des projets en papier recyclé, il est confié à la designer Ilaria Marelli le soin de réaliser des vases, bouteilles, bols, verres  (en nid d'abeilles) inspirés de ses célèbres Nature morte. Ces objets sont destinés au public du museo del Novecento.